# アンガス・T・ジョーンズ
アンガス・ターナー・ジョーンズ（Angus Turner Jones、1993年10月8日-）は、アメリカ合衆国の俳優。『チャーリー・シーンのハーパー★ボーイズ』で人気を博した。

## 来歴
彼はテキサス州オースティンに生まれた。2003年から2015年まで放送されていたCBSの『チャーリー・シーンのハーパー★ボーイズ』ではジェイク・ハーパー役を演じており、2011年現在1話あたり出演料として30万ドルを払っている。
コロラド大学ボルダー校に進学するために番組を離れると、表舞台から遠ざかったが、2023年には『ハーパーボーイズ』の共演者とともに番組『Bookie』に出演している。